# Fritz (Elefant)

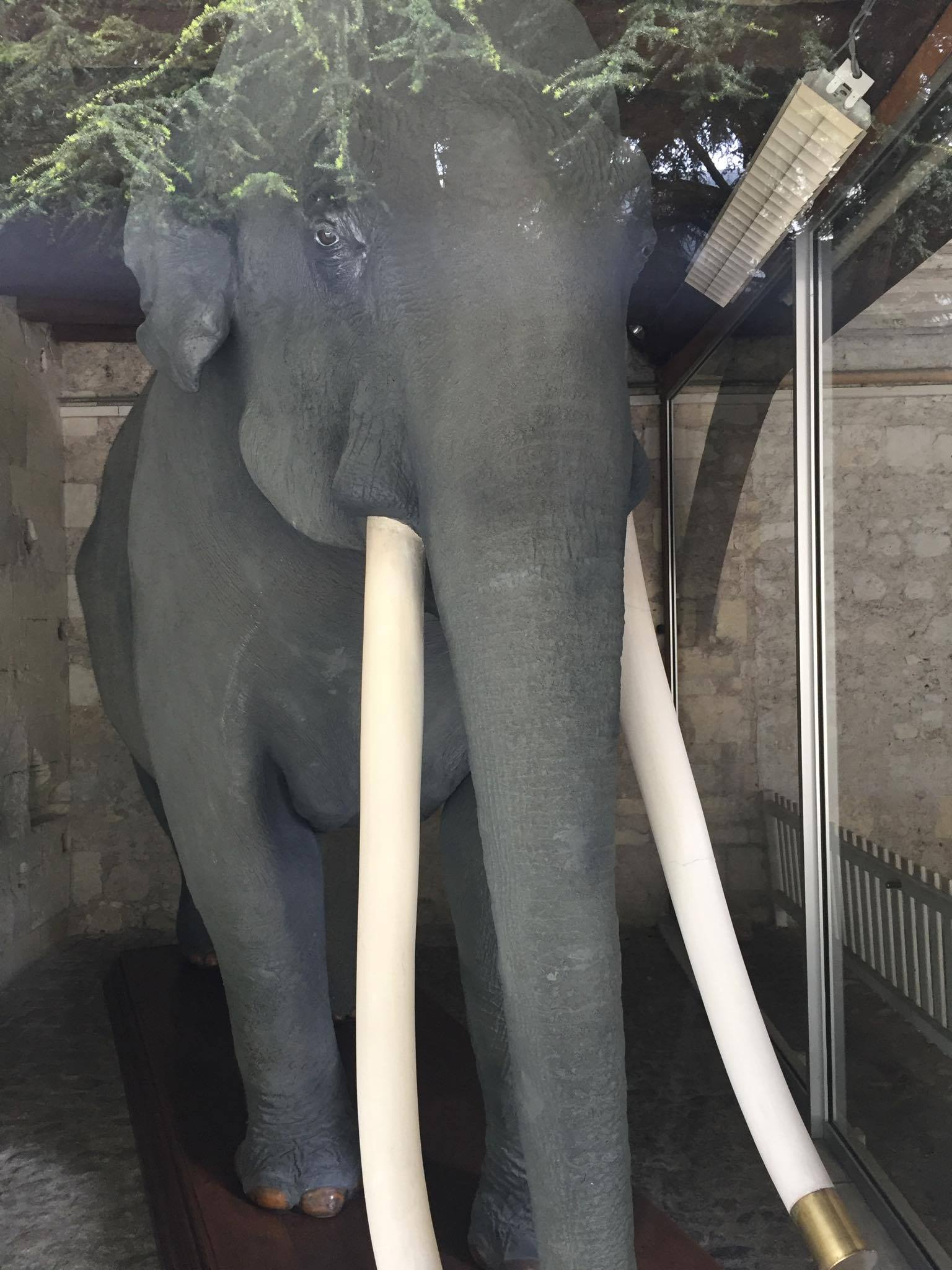
Elefant Fritz als Ausstellungsobjekt

Fritz (gestorben am 11. Juni 1902 in Tours, Frankreich) war ein Asiatischer Elefant des amerikanischen Zirkusunternehmens Barnum & Bailey. Als der Elefantenbulle nicht mehr zu kontrollieren war, wurde er vor Publikum erdrosselt. Seine restaurierten Überreste gehören heute dem Naturkundemuseum Tours und werden in einem Nebengebäude des Museums der Künste verwahrt.

## Leben

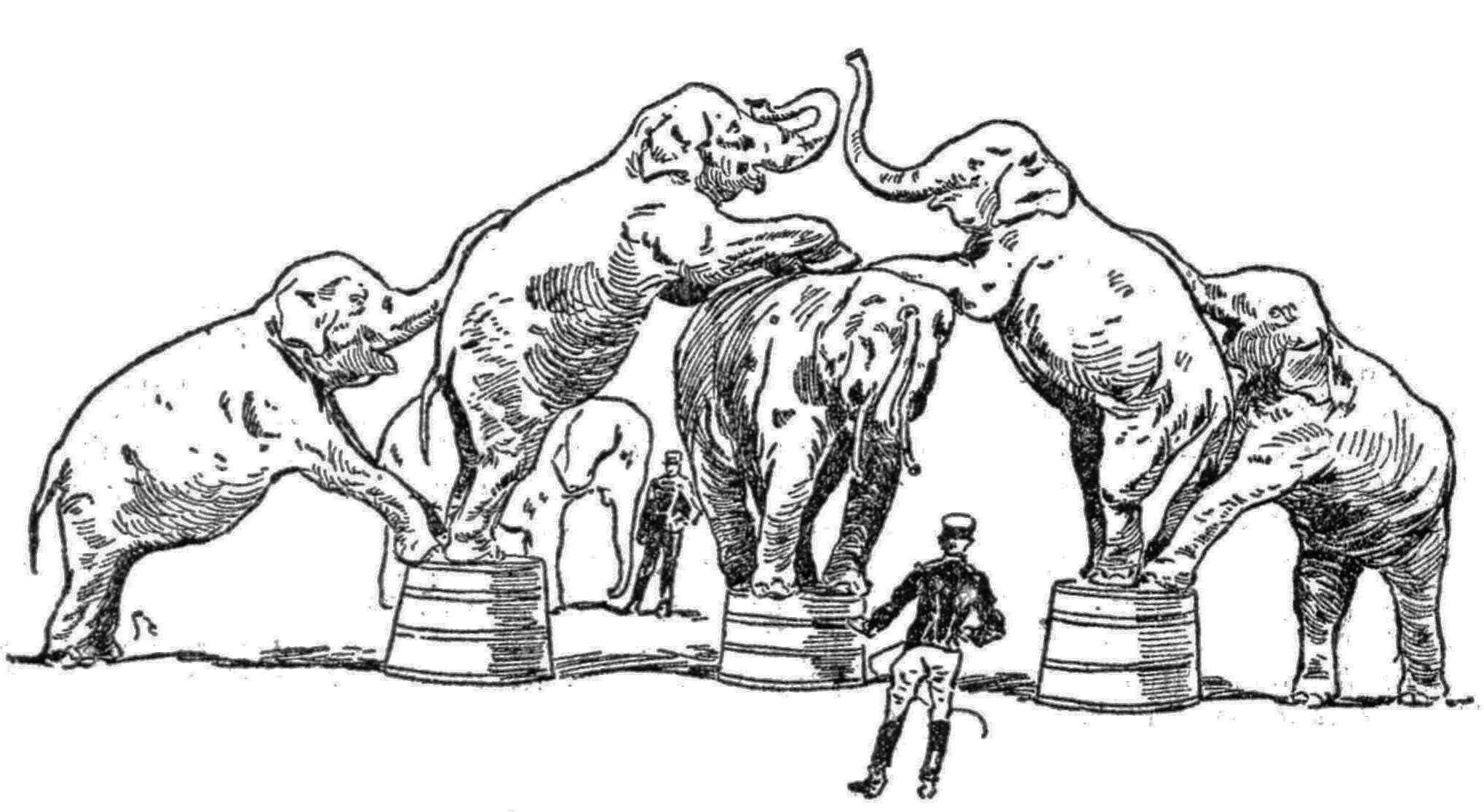
Zirkusnummer bei Barnum & Bailey, Illustration in Le Journal, März 1902

Es ist nicht bekannt, ob der Elefantenbulle als Wildtier in Asien gefangen oder vielleicht in einem amerikanischen Zoo geboren wurde. Sein Alter zum Zeitpunkt des Todes wurde von einer Zeitung mit „80 Jahre“ angegeben, womit er für einen Asiatischen Elefanten ungewöhnlich alt geworden wäre. Sein Name findet sich zuerst in den Rechnungsbüchern der Wildtierhandlung Hagenbeck in Hamburg-St. Pauli vom November 1873. Zusammen mit 250 anderen Wildtieren, darunter fünf weiteren Elefanten, wurde er für 4.000 US-Dollar (entspricht heute ungefähr 90.000 US-Dollar) von Phineas Taylor Barnum erworben, dem Gründer der aus Nordamerika stammenden Zirkusgesellschaft Barnum & Bailey. Asiatische Elefanten sind generell leichter dressierbar als Afrikanische Elefanten. Die Dressur war in jenen Jahren von Gewalt geprägt. Als bevorzugtes Handwerkszeug von Dompteuren dienten Elefantenhaken und Nägel. Fritz ging in den Besitz von James Antony Bailey über und wurde durch seine Kunststücke berühmt. Er maß vom Boden bis zum Widerrist 2,9 Meter, seine Stoßzähne erreichten eine Länge von 1½ Meter, die Haut war fünf Zentimeter dick.
Nach einer weitläufigen Nordamerika-Tour führte ihn seine letzte große Reise gemeinsam mit fünf weiteren Elefanten nach Frankreich, eine größere Tournee durch Europa war geplant. Um Fritz über den Atlantik transportieren zu können, wurde er gefesselt und per Hebekran auf einen Dampfer gewuchtet. Die Überfahrt musste er, wie die anderen Tiere, nahezu bewegungslos verbringen. Während solcher Reisen wurden Elefanten nicht selten Opfer von Koliken und Seekrankheit. Manche Tiere fanden den Tod.
In Bordeaux tötete Fritz den Zirkusangestellten, der damit beauftragt war, die tägliche Fußpflege des Elefanten auszuführen. Wegen seiner Gefährlichkeit wurde Fritz von nun an vorsichtshalber an zwei andere Elefanten gekettet. Im Juni 1902 erreichte der Zirkus mit mehr als 65 Wagen die Stadt Tours.

## Tod des Elefanten

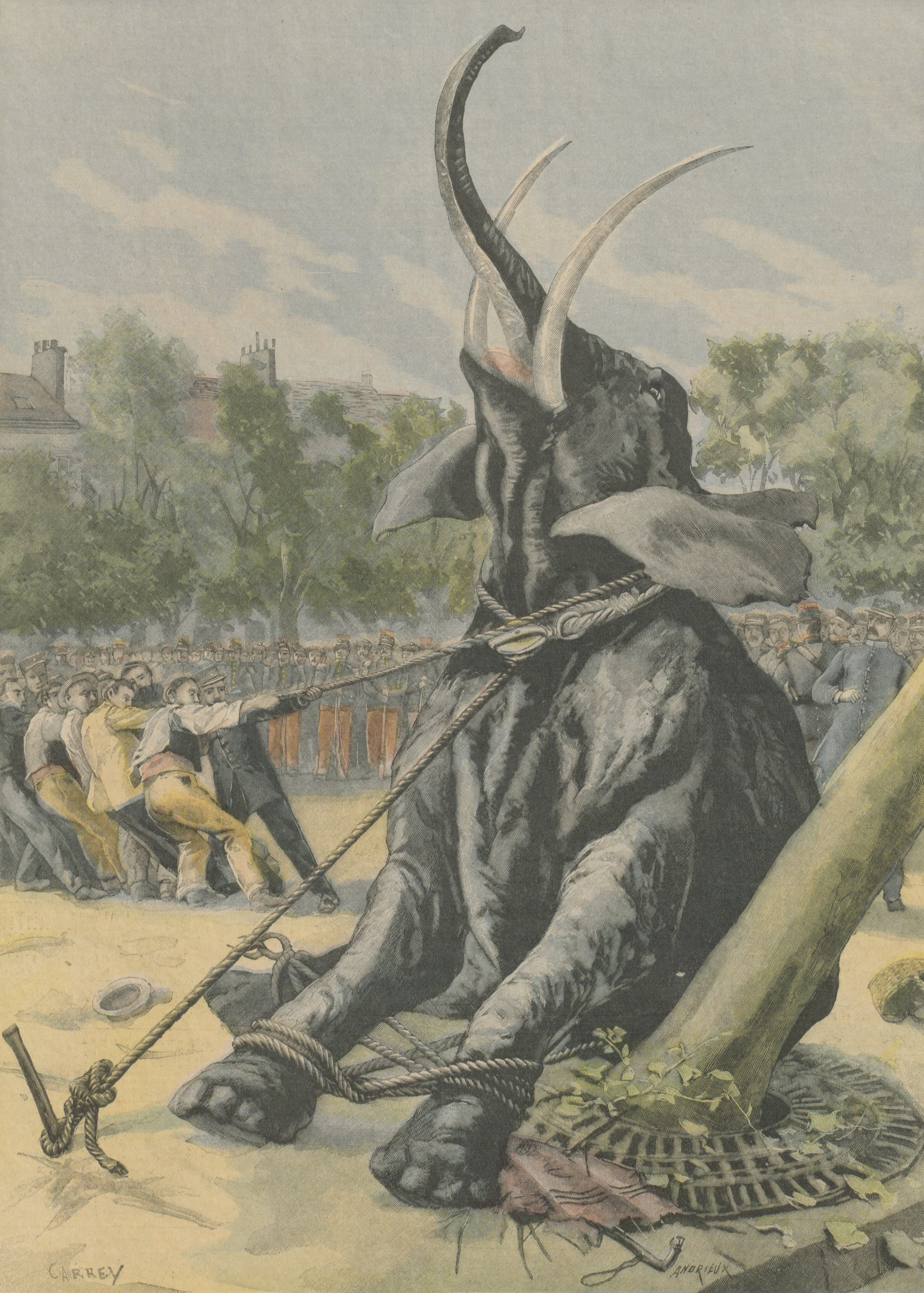
Illustration der Tötung des Elefanten im Petit Parisien, 29. Juni 1902

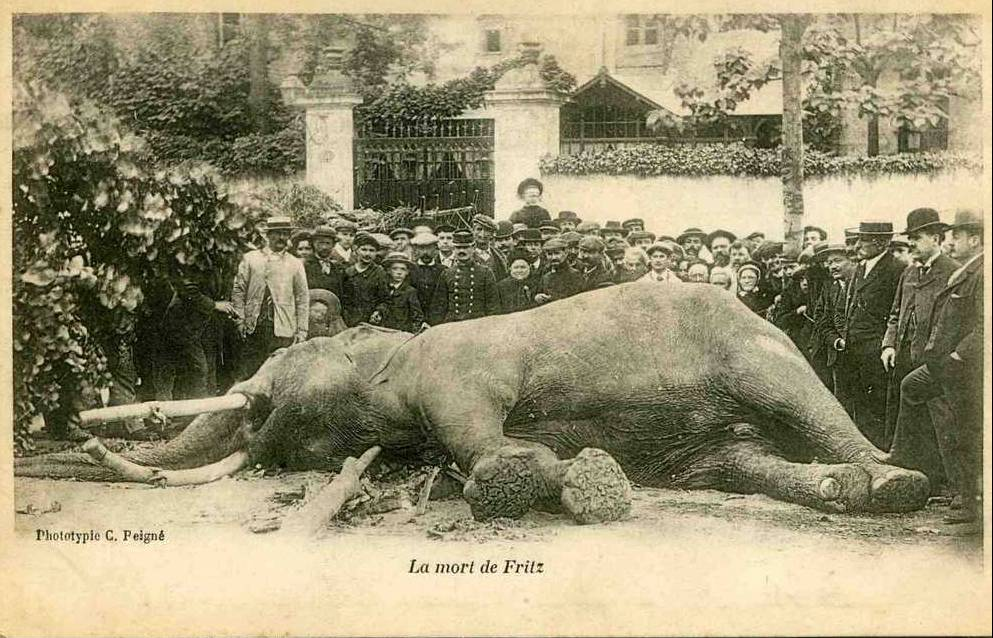
Fotografie des toten Elefanten

Nach einer Abendvorstellung in Tours am 11. Juni 1902 fand eine festliche Abschiedsparade des Zirkus durch das Zentrum der Stadt bis zum Bahnhof statt. Schaulustige kamen selbst aus den umliegenden Dörfern, um sich das Schauspiel anzusehen. Am Nicolas-Frumeaud-Platz war Fritz plötzlich nicht mehr zu bändigen und geriet völlig außer Kontrolle. Fachleute vermuten als Auslöser die Musth, eine bei Elefantenbullen periodisch auftretende, hormonbedingte Wesensveränderung, die zu Unberechenbarkeit und hoher Aggressivität führen kann. Die Zirkusdirektion beschloss, den Elefanten töten zu lassen. Er wurde durch mit Hebewerkzeugen verbundene Ketten und Seile gefesselt und bekam eine Schlinge um den Hals. Vor der großen Zuschauermenge, unter der sich auch viele Kinder befanden, begannen Zirkusmitarbeiter, den Elefanten per Seilzug zu erdrosseln. Sein Todeskampf soll drei Stunden gedauert haben. Die Zirkusleitung spendete die Tierleiche der Stadt Tours und zog per Eisenbahn weiter.

„Barnum u. Bailey's Riesenelephant ‚Fritz‘, den auch die Wiener kennen, den die ‚10.000 entzückten Besucher‘ täglich in der Rotunde sahen, mußte […] getödtet werden. Barnum u. Bailey ‚arbeiteten‘ einige Tage in Tours. Nach der letzten Vorstellung sollte der Separatzug die Gesellschaft von Akrobaten, Abnormitäten und wilden Thieren nach Saumur bringen. Der Weg zum Bahnhofe war von einer dichten Menschenmenge eingesäumt, die den Aufmarsch erwartete. Besonders gespannt war man auf die 16 Elephanten, worunter drei von ganz ungewöhnlicher Größe. ‚Fritz‘, angeblich der größte aller in der Gefangenschaft befindlichen Elephanten – er maß 2,60 Meter in der Höhe und war erst 48 Jahre alt – hatte schon seit einigen Tage bedenkliche Nervosität gezeigt. Er, der schon früher einen Menschen getödtet und mehrere verletzt hatte, mußte an den vier Beinen gefesselt werden. Um transportabel und gefügiger zu werden, schritt er zwischen zwei weiblichen Elephanten. Man rechnete offenbar, daß seine bekannte Galanterie gegenüber Damen auch diesmal seine wilden Sitten mildern werde. Aber auf dem Platze Pruneau angelangt, setzte er sich zum größten Schrecken der Menge heulend auf die Hinterfüße. Zwei seiner Hüter schlichen sich an das tobende Thier heran und schlangen dem sich heftig Wehrenden dicke Kabel um die Beine. ‚Fritz‘ knickte in seiner Wuth noch zwei Bäume, deren jeder 25 Centimeter im Durchmesser hatte, ehe er umschnürt und gebunden war. Die Sicherheits-Behörde wurde von dem Vorfalle verständigt, ein Piquet Soldaten umstellte den Platz. Die Vertreter Barnums entschlossen sich amerikanisch rasch zur sofortigen Tödtung des Thieres. Die Strangulirung wurde mittelst starker Kabel ausgeführt, der Körper des Riesenthieres dem Museum der Stadt Tours geschenkt, und der Abreise der Gesellschaft stand nach diesem kleinen Intermezzo nichts weiter im Wege. ‚Fritz‘ war 100.000 Francs werth. Die Reclame ist sicher nicht niedriger anzuschlagen. Business is Business!“

## Der Weg zum Nachruhm
Um den Kadaver vor einem schnellen Verfall zu bewahren, wurde er von einem Abdecker fachgerecht zerlegt. Nach grober Reinigung des Skeletts präparierte ein Gerber die Elefantenhaut. Der Tierpräparator Anatole Sautot aus Nantes mumifizierte die Haut und stopfte sie aus. In dieser Form wurde Fritz zunächst im Naturkundemuseum an der Loire ausgestellt. Das Skelett konnte im zweiten Stock des Museums bewundert werden. Aus Platzgründen wurde der ausgestopfte Fritz 1910 in die ehemaligen Ställe des Museums der Schönen Künste in Tours in der Nähe der Kathedrale verlegt. Das Skelett verblieb an Ort und Stelle, wo es allerdings im Jahr 1940 als Opfer von Flammen während des Zweiten Weltkriegs völlig zerstört wurde.
Mitte der 1970er Jahre war der ausgestopfte Elefant in sehr schlechtem Zustand. 1977 wurde er schließlich von Bernard Boisselier, Präparator in La Ville-aux-Dames, restauriert. Seitdem ist er wieder in dem ehemaligen Stallgebäude ausgestellt, nun jedoch in einem Glaskäfig.
Der US-amerikanische Rapper Blaq erinnert mit einem Musikvideo an den legendären Fritz.